# Temps périphrastique
 (août 2012).
Pour les articles homonymes, voir périphrase.
Un temps périphrastique, ou périphrase verbale, est un tiroir verbal qui se construit à partir d'un semi-auxiliaire et d'un verbe à l'infinitif. Par exemple, le futur proche est un temps périphrastique car il se compose du semi-auxiliaire aller et d'un infinitif : je vais manger.
Il ne faut pas confondre temps composé, où l'auxiliaire a perdu son sens initial et n'est plus qu'un outil pur, et temps périphrastique, où le semi-auxiliaire a gardé une partie de son sens, tout en étant un outil grammatical modifiant le sens du processus exprimé, à travers par exemple un aspect ou une modalité. Ainsi le futur proche est un temps périphrastique parce que le semi-auxiliaire aller permet d'exprimer l'action sous l'aspect inchoatif (je vais manger). 
De fait (mais en conséquence de ce qui précède et non une règle), un temps périphrastique ne se construit pas morphologiquement avec un auxiliaire, mais avec un semi-auxiliaire. Les temps composés à l'aide des auxiliaires être et avoir ne sont pas des périphrases, malgré leur souplesse syntaxique.
On parle aussi de périphrases aspectuelles et modales pour différencier certaines catégories de périphrases verbales.

## Français
- Passé récent : venir de + infinitif. Exemple : Il vient de boire une tasse de café.

Cette forme est utilisée pour des processus achevés peu de temps avant le présent, elle procède encore du rapport au présent.
- Futur proche : aller + infinitif. Exemple : Il va boire une tasse de café.

Le futur proche (autrefois appelé futur composé) exprime un processus senti comme imminent, ou dont sont perçus des signes avant-coureurs. Dans la langue parlée, il remplace souvent le futur simple.
- Présent progressif : être en train de + infinitif. Exemple : Il est en train de boire une tasse de café.

Le présent progressif combine les marques du temps présent et de l'aspect progressif qui décrit un processus en cours de déroulement.

## Catalan

### Passé périphrastique de l'indicatif
Le passé périphrastique (passat perifràstic en catalan) est le principal temps verbal du passé en catalan. Il peut être utilisé dans tous les contextes pour exprimer une action passée. Il est très peu courant dans la littérature et dans les encyclopédies. En valencien, le passé simple remplace le périphrastique.
Le passé périphrastique se forme de la manière suivante : pronom personnel (facultatif) + verbe anar (aller) conjugué au présent de l'indicatif + verbe à l'infinitif. Le pronom personnel est facultatif car la conjugaison du verbe anar indique déjà le pronom.
| Pronom (facultatif) | Verbe anar | Verbe  |
| ------------------- | ---------- | ------ |
| (jo)                | vaig       | parlar |
| (tu)                | vas        | parlar |
| (el / ella)         | va         | parlar |
| (nosaltres)         | vam        | parlar |
| (vosaltres)         | vau        | parlar |
| (ells / elles)      | van        | parlar |

Ce temps est très facile à apprendre car le verbe d'action n'a pas besoin d'être conjugué.

## Russe
Le futur imperfectif est périphrastique, construit avec le semi-auxiliaire быть.
Я буду читать, je lirai (imperfectif)
Я прочитаю эту книгу, je lirai ce livre (perfectif)